# 遠藤恵美子
遠藤恵美子（えんどう えみこ　1939年-）は、日本の看護学者。博士（看護学）（ミネソタ大学）。専門分野はがん看護学。マーガレット・ニューマンに師事した。武蔵野大学名誉教授。遠藤恵美子のリーダーシップにより、ニューマン・理論・研究・実践研究会が2016年に日本に設立され、理事長を務める。日本がん看護学会理事を歴任。

## 経歴
静岡県出身。1958年に静岡県立沼津西高等学校を卒業。1960年に東京女子大学短期大学部英語科卒業。国立東京第一病院附属高等看護学院に入学し、卒業後、1969年まで国立東京第一病院看護師、1974年まで国立東京第一病院専任教員。1974年に東京都立公衆衛生看護学院保健婦科を卒業し、1975年まで東京都衛生局保健師。1975年に慶應義塾大学文学部を卒業し、1978年まで東京都立新宿看護専門学校専任教員、1980年まで東京都立川保健所保健師。1982年まで東京都衛生局指導係保健師。1986年まで看護学校養成所主任教官。1988年まで東京都立医療技術短期大学助教授。
　1989年渡米し1990年 ミネソタ大学大学院看護学修士課程修了。 
ミネソタ大学大学院博士課程でマーガレット・ニューマンに師事。1996年 ミネソタ大学博士課程修了。博士論文“Pattern recognition as a nursing intervention with adults with cancer”はシグマシータタウ国際名誉看護学会の米国第4ブロックにおける博士論文賞受賞。また同学会のゼータ地域からは全体論のパラダイムの下での非伝統的方法による看護研究が評価され、ニューマン賞を受賞。
　1996年北里大学大学院教授、2004年宮崎県立看護大学教授、2008年武蔵野大学看護学部看護学科教授。 
　2021年テネシー大学 健康科学センターのマーガレット・A・ニューマン寄付センター顧問委員。 

## 研究
ニューマン理論をもとにミューチュアル・アクションリサーチを考案した。ミューチュアル・アクションリサーチは伝統的な科学研究とは異なる研究パラダイムに立ち、実践家ナースと看護教員の協働による理論と実践と研究をつなぐ方法であり、この方法を用いた取り組みは現場の課題を解決し、変化をもたらす可能性があるとされる。

## 著書

### 単著
- 『希望としてのがん看護:マーガレット・ニューマン“健康の理論”がひらくもの』医学書院、2001年
- 『マーガレット・ニューマンの理論に導かれたがん看護実践:ナースの見方が変わり,ケアが変わり,患者・家族に違いが生まれる』看護の科学社、2014年

### 共著
- 山根信子と共著『佐伯の学校の卒業生たち : 京都看病婦学校・京都産婆学校』中野美術印刷、1984年
- 三次真理と共著『ミューチュアル・アクションリサーチ : M.ニューマン"拡張する意識としての健康"の理論にもとづく質的・実践的・協働的看護研究法』すぴか書房、2021年

### 共編著
- 大場正已、稲吉光子と共編著『新しいがん看護』ブレーン出版、1999年

## 訳書
- デビッド・ホランド著、 野村かずと共訳『チャレンジ : 身体的障害のある米国青年の物語』ブレーン出版、2000年
- リサ・サックス・ヤッファ作、向山雄人日本語版監修、遠藤惠美子訳、こばたえこ絵『月のかがやく夜に : がんと向きあうあなたのために』先端医学社、2001年
- 監訳『マーガレット・ニューマン 変容が生みだすナースの寄り添い:看護が創りだすちがい』医学書院、2009年、
- 監訳『ケアリング プラクシス:マーガレット ニューマン拡張する意識としての健康の理論と看護実践・研究・教育の革新』すぴか書房、2013年